# Thyonella
Genre
Thyonella est un genre d'holothuries (concombres de mer) de la famille des Cucumariidae. 

## Liste des espèces
Selon World Register of Marine Species (1 mars 2015) :
- Thyonella gemmata Pourtalès, 1851
- Thyonella mexicana (Deichmann, 1941)
- Thyonella pervicax (Théel, 1886)
- Thyonella sabanillaensis (Deichmann, 1930)